# Lorenzo Allievi
Lorenzo Allievi (né le 18 novembre 1856 à Milan – mort à Rome le 30 octobre 1941) est un ingénieur italien, pionnier de l'hydroélectricité. Il analyse la propagation des ondes élastiques accompagnant le phénomène de bélier hydraulique. 

## Biographie
Allievi étudie le génie civil à Rome de 1871 à 1879, prend la direction du chantier Rinascimento di Napoli (Naples) de 1893 à 1901 puis réalise l'aménagement hydroélectrique du complexe industriel chimique et sidérurgique des Terni à Rome. C'est là qu'au mois d'août 1902, lors d'opérations de maintenance à la centrale de Papigno (Terni), l'obturation d'une conduite entraîne son explosion, avec d'importants dégâts pour l'usine. Allievi analyse les circonstances qui ont conduit à ce sinistre et publie un article fondamental pour l'analyse du phénomène de bélier hydraulique. Il affine son analyse au long des années suivantes, jusqu'à ce que sa nomination au poste de vice-président de l'Union des Industriels Italiens ne lui en laisse plus le loisir.  Ses conclusions sur le mécanisme de bélier sont consignées dans son traité Cinematica della Biella Piana (Naples 1895). Sa Théorie du coup de bélier a été traduite en français et publiée par les éditions Dunod en 1921.
On connaissait depuis les recherches de l'ingénieur Hüe de Caligny les surpressions dues à l'inertie d'une masse d'eau ébranlée par la fermeture brutale d'une conduite : l'onde de surpression hydraulique dans l'hypothèse d'une conduite rigide avait été analysée par Boussinesq puis, de façon plus fine, par Rateau et M. de Sparre. Le couplage entre les ondes de compression de l'eau et les ondes élastiques dans la conduite avait même captivé les chercheurs pour ses applications à l'acoustique : on peut citer à cet égard les travaux de Savart et Liscovius sur les tuyaux d'orgue, et ceux de Cagniard de Latour, Helmholtz, Kundt et Korteweg sur les tuyaux remplis d'eau. Mais la difficulté tenait à l'appréciation correcte du rapport entre la compressibilité du mélange air+eau, et celle du métal de la conduite, que l'on estimait par la célérité des ondes de compression respectives. Joukovski et Allievi, par leurs recherches à la fois théoriques et expérimentales, ont montré comment appliquer le calcul de la célérité des ondes de compression dans le cas ou l'élasticité du mélange (air+eau) est supérieure à celle du métal de la conduite, aussi bien que dans le cas inverse.
En 1952, à l'occasion du cinquantenaire de l'accident des Terni, les autorités romaines font apposer une plaque commémorative en marbre au fronton de la centrale hydroélectrique de Galleto reconstruite après la Deuxième guerre mondiale.